# Босман, Джон
Йоха́ннес Я́кобюс Бо́сман (нидерл. Johannes Jacobus Bosman; родился 1 февраля 1965 года, Бовенкерк), более известный как Джо́н Бо́сман (нидерл. John Bosman) — нидерландский футболист, нападающий.

## Биография

### Клубная карьера
Джон Босман начал свою карьеру в детской футбольной команде «Рода '23», позже Джон также выступал за клуб РКАВИК. В 1983 году 18-летний Босман перешёл в амстердамский «Аякс». Он дебютировал в команде 20 ноября 1983 года в матче против «Роды», матч завершился в пользу «Аякса» 5:2. Всего за пять сезонов Босман провёл 165 матчей за «Аякс» во всех соревнований и забил 105 мячей. В чемпионатах Нидерландов Джон забил 78 мячей, по этому показателю он входит во второй десяток списка бомбардиров «Аякса» за всю историю клуба. После ухода Марко ван Бастена в итальянский «Милан» именно Босман стал лучшим бомбардиром «Аякса», в сезоне 1987/1988 Джон забил 25 мячей в 33 матчах. Босман принимал так же участие в финальном матче кубка обладателей кубка УЕФА против бельгийского «Мехелена». «Мехелен» под руководством бывшего тренера «Аякса» Ада де Моса победил со счётом 1:0. По окончании сезона Босман перешёл именно в «Мехелен».
Перейдя в «Мехелен», Босман в первом же сезоне в 30 матчах отметился 18 голами и стал чемпионом Бельгии сезона 1988/1989, в чемпионате «Мехелен» на 5 очков опередил «Андерлехт». В списке бомбардиров сезона 1988/1989 Босман занял четвёртое место. В своём последнем сезоне за «Мехелен» Джон забил 16 мячей в 31 матче (третий показатель в чемпионате Бельгии сезона 1989/1990), в чемпионате же «Мехелен» занял третье место после чемпиона «Брюгге» и занявшего второе место «Андерлехта». С «Мехеленом» Босман участвовал в финале Суперкубка Европы против нидерландского ПСВ, «Мехелен» победил со счётом 3:1. В еврокубках в сезоне 1988/89 «Мехелен» участвовал в розыгрыше Кубка обладателей Кубков (который был выигран ими в предшествующем сезоне, 1987/88), команда дошла до полуфинала, где уступила итальянской «Сампдории» только по разнице забитых и пропущенных мячей: в первом матче «Мехелен» дома победил 2:1, но на выезде бельгийцы уступили 3:0.
В 1990 году Джон вернулся в Нидерланды и стал игроком ПСВ из Эйндховена. В «ПСВ» Босман провёл один сезон и стал чемпионом Нидерландов 1990/1991, в сезоне Джон провёл 30 матчей и забил 11 мячей. В 1991 году Джон перешёл в бельгийский «Андерлехт». В «Андерлехте» Джон провёл пять сезонов, за которые провёл 156 матчей и забил 71 мяч. С «Андерлехтом» Джон выиграл три титула чемпиона Бельгии (1993, 1994, 1995) и один кубок Бельгии (1994).
Покинув «Андерлехт» в 1996 году, Джон решил окончательно вернуться в Нидерланды и подписал контракт с «Твенте» из Энсхеде. В 31 год Босман снова доказал, что является одним из лучших нападающих Нидерландов, в сезоне 1996/1997 Босман забил 20 мячей за 33 матча, он всего на один мяч отстал от лучшего бомбардира чемпионата игрока «ПСВ» Люка Нилиса. «Твенте» финишировал в сезона на третьем месте после чемпиона «ПСВ» и занявшего второе место «Фейеноорда». Босман ещё в течение двух сезонов выступал за «Твенте», но своей игрой не блистал, за два сезона Джон забил лишь 14 мячей в 57 матчах. Завершая игровую карьеру, Босман ещё в течение трёх сезонов с 1999 по 2002 год выступал за клуб «АЗ» из города Алкмар. За «АЗ» Джон провёл 62 матча и забил 22 мяча. В 2002 году в возрасте 37 лет Босман завершил свою футбольную карьеру.

### Карьера в сборной
В национальной сборной Нидерландов Джон Босман дебютировал 29 апреля 1986 года в матче против Шотландии, матч завершился со счётом 0:0. Свой первый мяч за сборную Джон забил в ворота сборной Кипра 21 сентября 1986 года, матч закончился победой Нидерландов 2:0.
28 октября 1987 года Джон забил пять мячей в матче против сборной Кипра, который завершился разгромом киприотов со счётом 8:0, а спустя месяц, 9 декабря в ответном матче против Кипра Джон забил три мяча, а его сборная победила 4:0.
В 1988 году в составе сборной Нидерландов Босман стал чемпионом Европы, в финале нидерландцы победили сборную СССР 2:0, но Босман в финале так и не вышел, он был запасным игроком.
Всего за сборную Джон провёл 30 матчей и забил 17 мячей, свой последний матч за Нидерланды он провёл 4 июня 1997 года против сборной ЮАР, матч закончился победой Нидерландов 2:0.

## Достижения
Клубные
- Чемпион Нидерландов: 1984/85, 1990/91
- Обладатель Кубка Нидерландов: 1985/86
- Обладатель Суперкубка Европы: 1988
- Чемпион Бельгии: 1988/89, 1992/93, 1993/94, 1994/95
- Обладатель Кубка Бельгии: 1993/94
- Обладатель Кубка обладателей кубков: 1986/87

Национальные
- Чемпион Европы 1988 года

## Статистика выступлений

### Клубная карьера
| Клуб             | Сезон            | Лига | Лига | Кубки | Кубки | Еврокубки | Еврокубки | Прочие | Прочие | Итого | Итого |
| Клуб             | Сезон            | Игры | Голы | Игры  | Голы  | Игры      | Голы      | Игры   | Голы   | Игры  | Голы  |
| ---------------- | ---------------- | ---- | ---- | ----- | ----- | --------- | --------- | ------ | ------ | ----- | ----- |
| Аякс             | 1983/84          | 14   | 4    | 2     | 2     | 0         | 0         | 0      | 0      | 16    | 6     |
| Аякс             | 1984/85          | 22   | 7    | 3     | 2     | 4         | 3         | 0      | 0      | 29    | 12    |
| Аякс             | 1985/86          | 23   | 19   | 4     | 4     | 0         | 0         | 0      | 0      | 27    | 23    |
| Аякс             | 1986/87          | 33   | 23   | 7     | 5     | 7         | 8         | 0      | 0      | 47    | 36    |
| Аякс             | 1987/88          | 32   | 25   | 2     | 3     | 9         | 1         | 2      | 0      | 45    | 29    |
| Аякс             | Итого            | 124  | 78   | 18    | 16    | 20        | 12        | 2      | 0      | 164   | 106   |
| Мехелен          | 1988/89          | 30   | 18   | 7     | 8     | 7         | 3         | 2      | 2      | 46    | 31    |
| Мехелен          | 1989/90          | 31   | 16   | 4     | 3     | 6         | 3         | 0      | 0      | 41    | 22    |
| Мехелен          | Итого            | 61   | 34   | 11    | 11    | 13        | 6         | 2      | 2      | 87    | 53    |
| ПСВ              | 1990/91          | 30   | 11   | 4     | 3     | 2         | 0         | 0      | 0      | 36    | 14    |
| ПСВ              | Итого            | 30   | 11   | 4     | 3     | 2         | 0         | 0      | 0      | 36    | 14    |
| Андерлехт        | 1991/92          | 32   | 17   | 2     | 0     | 6         | 1         | 1      | 0      | 41    | 18    |
| Андерлехт        | 1992/93          | 30   | 13   | 5     | 4     | 1         | 1         | 0      | 0      | 36    | 18    |
| Андерлехт        | 1993/94          | 33   | 20   | 5     | 3     | 10        | 3         | 1      | 1      | 49    | 27    |
| Андерлехт        | 1994/95          | 31   | 6    | 5     | 2     | 6         | 1         | 0      | 0      | 42    | 9     |
| Андерлехт        | 1995/96          | 30   | 15   | 3     | 0     | 1         | 0         | 1      | 0      | 35    | 15    |
| Андерлехт        | Итого            | 156  | 71   | 20    | 9     | 24        | 6         | 3      | 1      | 203   | 87    |
| Твенте           | 1996/97          | 33   | 20   | 4     | 6     | 0         | 0         | 0      | 0      | 37    | 26    |
| Твенте           | 1997/98          | 24   | 6    | 5     | 2     | 4         | 0         | 0      | 0      | 33    | 8     |
| Твенте           | 1998/99          | 30   | 8    | 4     | 2     | 4         | 1         | 0      | 0      | 38    | 11    |
| Твенте           | Итого            | 87   | 34   | 13    | 10    | 8         | 1         | 0      | 0      | 108   | 45    |
| АЗ               | 1999/00          | 31   | 18   | 8     | 3     | 0         | 0         | 0      | 0      | 39    | 21    |
| АЗ               | 2000/01          | 21   | 4    | 5     | 2     | 0         | 0         | 0      | 0      | 26    | 6     |
| АЗ               | 2001/02          | 10   | 2    | 2     | 0     | 0         | 0         | 0      | 0      | 12    | 2     |
| АЗ               | Итого            | 62   | 24   | 15    | 5     | 0         | 0         | 0      | 0      | 77    | 29    |
| Всего за карьеру | Всего за карьеру | 520  | 252  | 81    | 54    | 67        | 25        | 7      | 3      | 675   | 334   |

### Матчи Босмана за сборную Нидерландов
| Матчи Босмана за сборную Нидерландов | Матчи Босмана за сборную Нидерландов | Матчи Босмана за сборную Нидерландов | Матчи Босмана за сборную Нидерландов | Матчи Босмана за сборную Нидерландов | Матчи Босмана за сборную Нидерландов |
| ------------------------------------ | ------------------------------------ | ------------------------------------ | ------------------------------------ | ------------------------------------ | ------------------------------------ |
| №                                    | Дата                                 | Соперник                             | Счёт                                 | Голы Босмана                         | Соревнование                         |
| 1                                    | 29 апреля 1986                       | Шотландия                            | 0:0                                  | —                                    | Товарищеский матч                    |
| 2                                    | 14 мая 1986                          | ФРГ                                  | 1:3                                  | —                                    | Товарищеский матч                    |
| 3                                    | 19 ноября 1986                       | Польша                               | 0:0                                  | —                                    | Чемпионат Европы 1988 (отбор)        |
| 4                                    | 21 декабря 1986                      | Кипр                                 | 2:0                                  | 1                                    | Чемпионат Европы 1988 (отбор)        |
| 5                                    | 25 марта 1987                        | Греция                               | 1:1                                  | —                                    | Чемпионат Европы 1988 (отбор)        |
| 6                                    | 9 сентября 1987                      | Бельгия                              | 0:0                                  | —                                    | Товарищеский матч                    |
| —                                    | 28 октября 1987                      | Кипр                                 | 8:0 (аннулирован)                    | 5                                    | Чемпионат Европы 1988 (отбор)        |
| 7                                    | 9 декабря 1987                       | Кипр                                 | 4:0                                  | 3                                    | Чемпионат Европы 1988 (отбор)        |
| 8                                    | 16 декабря 1987                      | Греция                               | 3:0                                  | —                                    | Чемпионат Европы 1988 (отбор)        |
| 9                                    | 23 марта 1988                        | Англия                               | 2:2                                  | 1                                    | Товарищеский матч                    |
| 10                                   | 24 мая 1988                          | Болгария                             | 1:2                                  | —                                    | Товарищеский матч                    |
| 11                                   | 1 июня 1988                          | Румыния                              | 2:0                                  | 1                                    | Товарищеский матч                    |
| 12                                   | 12 июня 1988                         | СССР                                 | 0:1                                  | —                                    | Чемпионат Европы 1988                |
| 13                                   | 18 июня 1988                         | Ирландия                             | 1:0                                  | —                                    | Чемпионат Европы 1988                |
| 14                                   | 19 октября 1988                      | ФРГ                                  | 0:0                                  | —                                    | Чемпионат мира 1990 (отбор)          |
| 15                                   | 4 января 1989                        | Израиль                              | 2:0                                  | —                                    | Товарищеский матч                    |
| 16                                   | 22 марта 1989                        | СССР                                 | 2:0                                  | —                                    | Товарищеский матч                    |
| 17                                   | 6 сентября 1989                      | Дания                                | 2:2                                  | —                                    | Товарищеский матч                    |
| 18                                   | 11 октября 1989                      | Уэльс                                | 2:1                                  | 1                                    | Чемпионат мира 1990 (отбор)          |
| 19                                   | 15 ноября 1989                       | Финляндия                            | 3:0                                  | 1                                    | Чемпионат мира 1990 (отбор)          |
| 20                                   | 21 февраля 1990                      | Италия                               | 0:0                                  | —                                    | Товарищеский матч                    |
| 21                                   | 28 марта 1990                        | СССР                                 | 1:2                                  | —                                    | Товарищеский матч                    |
| 22                                   | 28 апреля 1993                       | Англия                               | 2:2                                  | —                                    | Чемпионат мира 1994 (отбор)          |
| 23                                   | 9 июня 1993                          | Норвегия                             | 0:0                                  | —                                    | Чемпионат мира 1994 (отбор)          |
| 24                                   | 22 сентября 1993                     | Сан-Марино                           | 7:0                                  | 3                                    | Чемпионат мира 1994 (отбор)          |
| 25                                   | 23 марта 1994                        | Шотландия                            | 1:0                                  | —                                    | Товарищеский матч                    |
| 26                                   | 12 июня 1994                         | Канада                               | 3:0                                  | —                                    | Товарищеский матч                    |
| 27                                   | 7 сентября 1994                      | Люксембург                           | 4:0                                  | —                                    | Чемпионат Европы 1996 (отбор)        |
| 28                                   | 30 апреля 1997                       | Сан-Марино                           | 6:0                                  | 1                                    | Чемпионат мира 1998 (отбор)          |
| 29                                   | 4 июня 1997                          | ЮАР                                  | 2:0                                  | —                                    | Товарищеский матч                    |

Итого (без учёта аннуллированных матчей): 29 матчей / 12 голов; 15 побед, 10 ничьих, 4 поражения.